# Biên Sơn
Biên Sơn là một xã thuộc tỉnh Bắc Ninh, Việt Nam.

## Địa lý
Xã Biên Sơn có vị trí địa lý:
- Phía đông giáp các xã Thái Bình và Xuân Dương, tỉnh Lạng Sơn
- Phía tây giáp phường Chũ và xã Kiên Lao
- Phía nam giáp các xã Lục Ngạn, Biển Động và Đại Sơn
- Phía bắc giáp các xã Tân Sơn và Sơn Hải.

Xã Biên Sơn có diện tích 282,24 km², dân số 16.112 người, mật độ dân số đạt 57 người/km².

## Lịch sử
Ngày 27 tháng 10 năm 1962, Quốc hội ban hành Nghị quyết về việc thành lập tỉnh Hà Bắc trên cơ sở tỉnh Bắc Giang và tỉnh Bắc Ninh. Khi đó, xã Biên Sơn thuộc huyện Lục Ngạn, tỉnh Hà Bắc.
Ngày 6 tháng 11 năm 1996, Quốc hội ban hành Nghị quyết về việc chia tỉnh Hà Bắc thành tỉnh Bắc Giang và tỉnh Bắc Ninh. Khi đó, xã Biên Sơn thuộc huyện Lục Ngạn, tỉnh Bắc Giang.
Ngày 8 tháng 12 năm 2017, HĐND tỉnh Bắc Giang ban hành Nghị quyết số 39/NQ-HĐND về việc thành lập Thôn Xé trên cơ sở thôn Xé Ngoài và thôn Xé Trong.
Tính đến ngày 31 tháng 12 năm 2023, xã Biên Sơn có 20,67 km² và quy mô dân số là 9.217 người.
Ngày 28 tháng 9 năm 2024, Ủy ban Thường vụ Quốc hội ban hành Nghị quyết số 1191/NQ-UBTVQH15 về việc sắp xếp đơn vị hành chính cấp huyện, cấp xã của tỉnh Bắc Giang giai đoạn 2023 – 2025 (nghị quyết có hiệu lực từ ngày 1 tháng 1 năm 2025). Theo đó, điều chỉnh 11,98 km² diện tích tự nhiên và quy mô dân số là 520 người của thôn Khuân Rẽo thuộc xã Thanh Hải vào xã Biên Sơn. Sau khi điều chỉnh, xã Biên Sơn có 32,65 km² diện tích tự nhiên và quy mô dân số là 9.737 người.
Ngày 16 tháng 6 năm 2025, Ủy ban Thường vụ Quốc hội ban hành Nghị quyết số 1658/NQ-UBTVQH15 của UBTVQH về việc sắp xếp các đơn vị hành chính cấp xã của tỉnh Bắc Ninh năm 2025. Theo đó, sắp xếp toàn bộ diện tích tự nhiên, quy mô dân số của xã Phong Vân, xã Biên Sơn và toàn bộ diện tích tự nhiên của Trường bắn TB1 thành xã mới có tên gọi là xã Biên Sơn.